# 天廩增二
金牛座29，又名BD+05 539，HD 23466、SAO 111400、HR 1153，是金牛座的一颗恒星，视星等为5.35，位于銀經181.28，銀緯-36.39，其B1900.0坐标为赤經3h 40m 21.5s，赤緯+5° -36.39′ 13″。